# Spýros Moustaklís
Le major Spýros Moustaklís, en grec moderne : Σπύρος Μουστακλής (1926 - 1986), est un officier de l'armée grecque. Pendant les années de la dictature des colonels en Grèce, il s'est activement opposé à celle-ci et a subi des dommages permanents à la suite de tortures, ce qui fait de lui un symbole de la résistance anti-junte.

## Biographie
Diplômé de l'Académie militaire hellénique, Moustaklís est l'un des rares officiers de l'armée de terre à avoir participé à la tentative de révolte de la marine, en 1973, contre la junte de Geórgios Papadópoulos. Après que la révolte a été trahie et réprimée, il est arrêté et torturé par la police militaire grecque (en) (ESA) dans les chambres de torture de l'EAT/ESA. Il est arrêté le 22 mai 1973 et y reste pendant 47 jours, mais malgré les efforts de ses interrogateurs, il ne trahit pas ses collègues. Au cours d'une séance de torture, il subit un traumatisme cérébral après un coup violent porté à la carotide et est ensuite transporté d'urgence à l'hôpital dans un état végétatif. Sa vie est sauvée, mais il  reste paralysé pour le reste de sa vie,. Ce n'est qu'après cinq mois de physiothérapie et de rééducation qu'il peut retrouver une mobilité limitée.
Après la chute de la junte, il se lie d'amitié avec un autre héros de la résistance, Aléxandros Panagoúlis. Les lésions cérébrales qu'il a subies s'avèrent permanentes et il ne retrouve jamais sa capacité de parler. Son état émotionnel s'est figé de façon permanente à l'état dans lequel il était pendant sa torture et il était connu pour maudire ses tortionnaires et reconstituer les expériences traumatisantes de sa captivité pour le reste de sa vie. Malgré cela, des années après le rétablissement de la démocratie, lorsqu'on lui a demandé dans un documentaire s'il s'était brisé pendant l'interrogatoire, il a pu bouger ses mains, de façon animée, pour indiquer que ce n'était pas le cas.
À titre posthume, l'État grec lui a dédié un mémorial en reconnaissance de sa contribution à la lutte pour la démocratie en Grèce. Il reçoit le grade honorifique de lieutenant général et son nom a été donné au camp abritant le centre de formation des recrues de sa ville natale de Missolonghi.